# Colonia Barrios
Colonia Barrios är en ort i Mexiko.   Den ligger i kommunen Puente Nacional och delstaten Veracruz, i den sydöstra delen av landet, 270 km öster om huvudstaden Mexico City. Colonia Barrios ligger 231 meter över havet och antalet invånare är 173.
Terrängen runt Colonia Barrios är platt österut, men västerut är den kuperad. Runt Colonia Barrios är det ganska tätbefolkat, med 108 invånare per kvadratkilometer. Närmaste större samhälle är Paso de Ovejas, 11,0 km öster om Colonia Barrios. Trakten runt Colonia Barrios består till största delen av jordbruksmark.